# Filips van Orléans (1674-1723)
Filips van Orléans  (Frans: Philippe Charles d'Orléans) (Saint-Cloud, 2 augustus 1674 - Versailles, 2 december 1723), hertog van Orléans, was als lid van de Franse koninklijke familie de regent van Frankrijk van 1715 tot zijn dood. Hij is dan ook beter bekend als de Regent (le Régent). Zijn regeerperiode, bekend als de Régence, contrasteerde fel met het regime van de vorige koning Lodewijk XIV van Frankrijk, zowel op politiek als op cultureel vlak.

## Levensloop
Filips was de enige zoon uit het tweede huwelijk van Filips van Frankrijk, hertog van Orléans en broer van Lodewijk XIV, die na het mysterieuze overlijden van Henriëtta Anne van Engeland was hertrouwd met prinses Elisabeth Charlotte van de Palts (1652-1722).
Bij zijn geboorte kreeg Filips de titel hertog van Chartres. Deze titel droeg hij tot de dood van zijn vader in 1701, toen hij de titel van hertog van Orléans kreeg. Filips werd als vierde in de lijn van troonopvolging geboren, na Lodewijk, Dauphin van Frankrijk, zijn eigen vader en zijn oudere broer. Toen Filips werd geboren, was zijn oom Lodewijk XIV op het hoogtepunt van zijn macht.
Filips kreeg een goede opvoeding en gaf al vlug blijk van werklust en intelligentie. In tegenstelling tot de meeste leden van de koninklijke familie was Philips niet geboeid door de jacht. Daarentegen toonde hij een grote belangstelling voor wetenschappen en kunsten. De componist Marc-Antoine Charpentier leerde hem muziek componeren. Hij speelde toneel - Filips trad op in de toneelstukken van Molière en Racine, componeerde twee opera's en was een begaafd schilder. Hij maakte kopergravures en was ook een groot kunstverzamelaar.
Filips las Rabelais, was een humanist, en tegenstander van de jezuïeten. Hij was een beschermheer van het jansenisme, een religieuze stroming die werd tegengewerkt door de katholieke Lodewijk XIV voor, en Lodewijk XV na hem.
Filips was een "liederlijke losbol", hetgeen hem uit de gunst van koning Lodewijk XIV plaatste. Hij trouwde op zijn bevel in 1692 met Françoise Marie de Bourbon, buitenechtelijke dochter van Lodewijk XIV, en dus Filips eigen nicht. Het werd geen goed huwelijk. Ooit noemde hij zijn vrouw "Madame Lucifer". Desondanks schonk zij hem negen kinderen. Zijn dochter Louise Élisabeth huwde later met de Spaanse kroonprins Lodewijk.
Zijn vrije tijd bracht Filips vaak door met operazangeressen. Met één van hen, Florence Pellerin, begon hij een vaste, weinig discrete relatie en zij schonk hem een zoon. Het was het begin van een lange rij maîtresses. Het werd nog erger toen de politie ontdekte dat hij contacten had met een vrouw die van hekserij werd verdacht en bij wie hij liefdeselixers zou hebben besteld. De zaak werd in de doofpot gestopt, maar Lodewijk XIV weigerde hem sindsdien een hoge militaire of burgerlijke functie die voor iemand van zijn rang kon worden verwacht.

### Militaire carrière
Tijdens de Negenjarige Oorlog (1688-1697) was Filips officier in het Franse leger dat vocht in de Spaanse Nederlanden. Hij viel op door zijn moedig en ridderlijk gedrag tijdens de veldslagen bij Steenkerke (waar hij gewond werd) en Neerwinden.
De goede reputatie die hij kreeg werd deels ongedaan gemaakt door zijn eerder beschreven liederlijke privéleven. 
Bij het uitbreken van de Spaanse Successieoorlog (1701) kreeg Filips, toen nog Hertog van Chartres, opnieuw geen militaire rol. Zijn vader - die zelf een goed veldheer was geweest - maakte zich daarover zeer boos bij zijn broer de koning en stierf enkele uren daarop. Filips, nu hertog van Orléans, mocht na enkele jaren dan toch aan de oorlog deelnemen. In 1707 kreeg hij het bevel over het Franse leger dat in Spanje vocht. Hij slaagde erin om opeenvolgend Zaragoza, Lérida en Tortosa in te nemen. Vooral de laatste verovering bezorgde hem roem. Zijn toegenomen populariteit veroorzaakte echter wrevel bij zijn vele vijanden aan het hof, waaronder Madame de Maintenon, de tweede vrouw van de koning.

### Regentschap

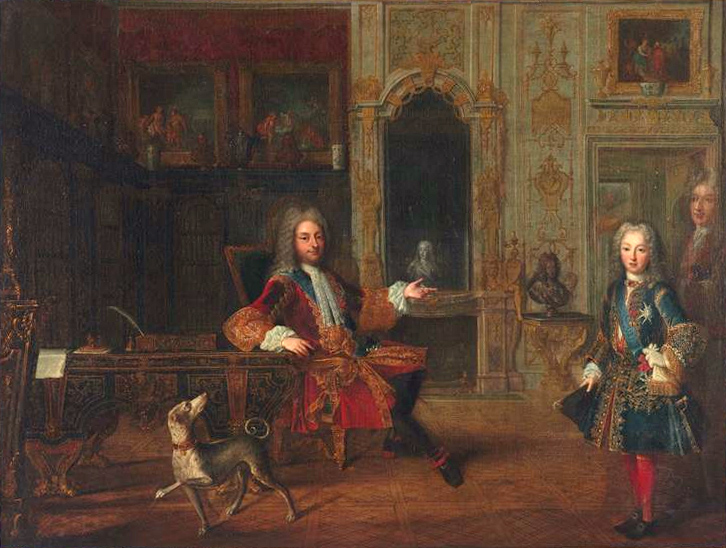
Filips van Orléans en Lodewijk XV.

Filips werd na de dood van Lodewijk XIV in 1715 tot regent benoemd over de 5-jarige Lodewijk XV.
Lodewijk XIV had, hetzij door de intriges van Madame de Maintenon, hetzij omdat hij Filips niet vertrouwde,  bij testament een aantal bevoegdheden van de functie van regent weggenomen en die aan zijn bastaardzoon Lodewijk August, hertog van Maine, gegeven. Het getuigt van politieke daadkracht dat Filips meteen - de oude koning was nog niet koud - het Parlement mobiliseerde, het testament van Lodewijk liet verbreken, en de hertog van Maine buitenspel zette. Hiermee begon de Régence.
Meteen organiseerde de regent een politieke slachting onder de ministers. Op 14 september 1715 moest de staatssecretaris van Oorlog Voysin vertrekken, de volgende dag mocht de controleur-generaal van Financiën, Nicolas Desmarets, zijn biezen pakken. Vervolgens, op 22 september, was het de beurt aan Buitenlandse Zaken, Jean-Baptiste Colbert de Torcy (neef van de grote Colbert). Op 7 november moest ook Pontchartrain de Marine opgeven.
De regent droeg de bevoegdheden van de ministers over aan nieuw ingestelde raden. Daarmee stond hij onder invloed van zijn vriend, Louis de Rouvroy, hertog van Saint-Simon, die er lang voorstander van was om via deze raden de hogere adel opnieuw meer macht te geven.
In ruil voor hun steun gaf de regent weer ruimte aan de parlementen, notoire saboteurs van het absolutistische regeringsmodel en tegenstanders van een efficiënte belastingheffing. Zij kregen opnieuw het remonstrantierecht (het recht te protesteren tegen de koninklijke edicten), dat Lodewijk XIV hen had ontnomen.
Een kort regeer-experiment begon, waarbij de regent een rol gaf aan de nieuwe raden en de parlementen, een schijn van meer inspraak. Maar de raden met de hoge adel en de parlementen met hun ambstadel kwamen slechts op voor hun eigen belang. Bovendien bleken veel edelen weinig belangstelling, laat staan bekwaamheid, te hebben om regeringswerk te verrichten. Het systeem van de raden - bekend als de polysynodie - mislukte en werd snel ongedaan gemaakt door de eerste minister, kardinaal Dubois, die ook korte metten maakte met de carrière van Saint-Simon. Dubois voerde een politiek van vrede en voorspoed, en bevrijdde Frankrijk uit de wurggreep waarin de Europese mogendheden Frankrijk hielden uit vrees voor Lodewijk XIV's ambities.
Kort na zijn aantreden in 1715 hielp Filips John Law aan een belangrijke financiële positie van staatsbankier. Deze Schotse econoom bracht binnen korte tijd de Franse schatkist op orde door het stichten van de Banque Royale, en een Compagnie des Indes, maar ruïneerde in 1720 veel speculanten in de beurs op de Rue Quincampoix met zijn inmiddels waardeloos geworden papiergeld. Om de machtigen te vriend te houden had de regent te vaak de gelddrukpers gebruikt. Het avontuur van Law leverde Frankrijk nieuwe armen en nieuwe rijken op, maar globaal gezien was het positief: vele kleine schuldenaars waren van hun schulden verlost en ook de staatsschuld was gesaneerd.
Het avontuur met de Banque en de Compagnie van John Law werd gebruikt om kritiek te leveren op de regent, in het kielzog van Saint-Simon. Er werd inderdaad te veel papiergeld in omloop gebracht (1 miljard pond te veel tegenover 2,7 miljard ingeruild tegen goud, zilver en staatspapier), om de koers van de Compagnie des Indes te steunen (in plaats van die koers aan de marktwerking over te laten) en om politieke steun te kopen voor de regent. Het had evenwel niet noodzakelijk tot een crash hoeven te komen, dankzij een plan om het overtollige geld te resorberen, maar een observeerder uit die tijd (Dutot) wijt de ondergang van de Banque aan een "cabale", een lastercampagne, die georganiseerd was door diegenen die het meest vreesden voor een financieel gezond Frankrijk, de houders van gekochte ambten, rechters, magistraten van het Parlement, hoge ambtenaren, belastingsinners, hofadel gelieerd met financiers, die het risico liepen hun ambten te moeten teruggeven aan echte, betaalde ambtenaren, in ruil voor een zakvol papiergeld.
Bij de meerderjarigheid van de koning in 1723 liet Filips een rijk achter in goede staat, herrezen uit de knoeiboel van Lodewijk XIV. Hij liet evenwel ook een zware hypotheek achter: de opnieuw remonstrerende Parlementen zouden vrijwel de hele regering van Lodewijk XV verpesten.
Globaal gezien was zijn korte regentschap een van economische voorspoed, vrede, tolerantie en ontspanning na de onderdrukkende Lodewijk XIV-periode. De kritiek van Saint-Simon, die in zijn beroemde memoires een besluiteloze regent afschildert, is niet echt gefundeerd.

## Stamboom

### Voorouders
| Hendrik IV van Frankrijk (1553-1610) | Hendrik IV van Frankrijk (1553-1610) | Hendrik IV van Frankrijk (1553-1610) | Hendrik IV van Frankrijk (1553-1610) | Hendrik IV van Frankrijk (1553-1610)    | Hendrik IV van Frankrijk (1553-1610)    | Maria de' Medici (1575-1642)            | Maria de' Medici (1575-1642)            | Maria de' Medici (1575-1642)            | Maria de' Medici (1575-1642)            | Maria de' Medici (1575-1642)   | Maria de' Medici (1575-1642)   |                                |                                | Filips III van Spanje (1578-1621)          | Filips III van Spanje (1578-1621)          | Filips III van Spanje (1578-1621)          | Filips III van Spanje (1578-1621)          | Filips III van Spanje (1578-1621)          | Filips III van Spanje (1578-1621)          | Margaretha van Oostenrijk (1584-1611) | Margaretha van Oostenrijk (1584-1611) | Margaretha van Oostenrijk (1584-1611) | Margaretha van Oostenrijk (1584-1611) | Margaretha van Oostenrijk (1584-1611) | Margaretha van Oostenrijk (1584-1611) |                                |                                | Frederik V van de Palts (1596-1632) | Frederik V van de Palts (1596-1632) | Frederik V van de Palts (1596-1632) | Frederik V van de Palts (1596-1632) | Frederik V van de Palts (1596-1632)       | Frederik V van de Palts (1596-1632)       | Elizabeth Stuart (1596-1662)                | Elizabeth Stuart (1596-1662)                | Elizabeth Stuart (1596-1662)                | Elizabeth Stuart (1596-1662)                | Elizabeth Stuart (1596-1662)                 | Elizabeth Stuart (1596-1662)                 |                                              |                                              | Willem V van Hessen-Kassel (1602-1637)       | Willem V van Hessen-Kassel (1602-1637)       | Willem V van Hessen-Kassel (1602-1637)  | Willem V van Hessen-Kassel (1602-1637)  | Willem V van Hessen-Kassel (1602-1637)  | Willem V van Hessen-Kassel (1602-1637)  | Amalia Elisabeth van Hanau-Münzenberg (1602-1651) | Amalia Elisabeth van Hanau-Münzenberg (1602-1651) | Amalia Elisabeth van Hanau-Münzenberg (1602-1651) | Amalia Elisabeth van Hanau-Münzenberg (1602-1651) | Amalia Elisabeth van Hanau-Münzenberg (1602-1651) | Amalia Elisabeth van Hanau-Münzenberg (1602-1651) |  |  |  |  |  |  |  |  |  |  |  |  |  |  |  |  |  |  |  |  |  |  |  |  |  |  |  |  |  |  |  |  |  |  |  |  |  |  |  |  |  |  |  |  |  |  |  |  |
| Hendrik IV van Frankrijk (1553-1610) | Hendrik IV van Frankrijk (1553-1610) | Hendrik IV van Frankrijk (1553-1610) | Hendrik IV van Frankrijk (1553-1610) | Hendrik IV van Frankrijk (1553-1610)    | Hendrik IV van Frankrijk (1553-1610)    | Maria de' Medici (1575-1642)            | Maria de' Medici (1575-1642)            | Maria de' Medici (1575-1642)            | Maria de' Medici (1575-1642)            | Maria de' Medici (1575-1642)   | Maria de' Medici (1575-1642)   |                                |                                | Filips III van Spanje (1578-1621)          | Filips III van Spanje (1578-1621)          | Filips III van Spanje (1578-1621)          | Filips III van Spanje (1578-1621)          | Filips III van Spanje (1578-1621)          | Filips III van Spanje (1578-1621)          | Margaretha van Oostenrijk (1584-1611) | Margaretha van Oostenrijk (1584-1611) | Margaretha van Oostenrijk (1584-1611) | Margaretha van Oostenrijk (1584-1611) | Margaretha van Oostenrijk (1584-1611) | Margaretha van Oostenrijk (1584-1611) |                                |                                | Frederik V van de Palts (1596-1632) | Frederik V van de Palts (1596-1632) | Frederik V van de Palts (1596-1632) | Frederik V van de Palts (1596-1632) | Frederik V van de Palts (1596-1632)       | Frederik V van de Palts (1596-1632)       | Elizabeth Stuart (1596-1662)                | Elizabeth Stuart (1596-1662)                | Elizabeth Stuart (1596-1662)                | Elizabeth Stuart (1596-1662)                | Elizabeth Stuart (1596-1662)                 | Elizabeth Stuart (1596-1662)                 |                                              |                                              | Willem V van Hessen-Kassel (1602-1637)       | Willem V van Hessen-Kassel (1602-1637)       | Willem V van Hessen-Kassel (1602-1637)  | Willem V van Hessen-Kassel (1602-1637)  | Willem V van Hessen-Kassel (1602-1637)  | Willem V van Hessen-Kassel (1602-1637)  | Amalia Elisabeth van Hanau-Münzenberg (1602-1651) | Amalia Elisabeth van Hanau-Münzenberg (1602-1651) | Amalia Elisabeth van Hanau-Münzenberg (1602-1651) | Amalia Elisabeth van Hanau-Münzenberg (1602-1651) | Amalia Elisabeth van Hanau-Münzenberg (1602-1651) | Amalia Elisabeth van Hanau-Münzenberg (1602-1651) |  |  |  |  |  |  |  |  |  |  |  |  |  |  |  |  |  |  |  |  |  |  |  |  |  |  |  |  |  |  |  |  |  |  |  |  |  |  |  |  |  |  |  |  |  |  |  |  |
|                                      |                                      |                                      |                                      |                                         |                                         |                                         |                                         |                                         |                                         |                                |                                |                                |                                |                                            |                                            |                                            |                                            |                                            |                                            |                                       |                                       |                                       |                                       |                                       |                                       |                                |                                |                                     |                                     |                                     |                                     |                                           |                                           |                                             |                                             |                                             |                                             |                                              |                                              |                                              |                                              |                                              |                                              |                                         |                                         |                                         |                                         |                                                   |                                                   |                                                   |                                                   |                                                   |                                                   |  |  |  |  |  |  |  |  |  |  |  |  |  |  |  |  |  |  |  |  |  |  |  |  |  |  |  |  |  |  |  |  |  |  |  |  |  |  |  |  |  |  |  |  |  |  |  |  |
|                                      |                                      |                                      |                                      | Lodewijk XIII van Frankrijk (1601-1643) | Lodewijk XIII van Frankrijk (1601-1643) | Lodewijk XIII van Frankrijk (1601-1643) | Lodewijk XIII van Frankrijk (1601-1643) | Lodewijk XIII van Frankrijk (1601-1643) | Lodewijk XIII van Frankrijk (1601-1643) |                                |                                |                                |                                |                                            |                                            | Anna van Oostenrijk (1601-1666)            | Anna van Oostenrijk (1601-1666)            | Anna van Oostenrijk (1601-1666)            | Anna van Oostenrijk (1601-1666)            | Anna van Oostenrijk (1601-1666)       | Anna van Oostenrijk (1601-1666)       |                                       |                                       |                                       |                                       |                                |                                |                                     |                                     |                                     |                                     | Karel I Lodewijk van de Palts (1617-1680) | Karel I Lodewijk van de Palts (1617-1680) | Karel I Lodewijk van de Palts (1617-1680)   | Karel I Lodewijk van de Palts (1617-1680)   | Karel I Lodewijk van de Palts (1617-1680)   | Karel I Lodewijk van de Palts (1617-1680)   |                                              |                                              |                                              |                                              |                                              |                                              | Charlotte van Hessen-Kassel (1627-1686) | Charlotte van Hessen-Kassel (1627-1686) | Charlotte van Hessen-Kassel (1627-1686) | Charlotte van Hessen-Kassel (1627-1686) | Charlotte van Hessen-Kassel (1627-1686)           | Charlotte van Hessen-Kassel (1627-1686)           |                                                   |                                                   |                                                   |                                                   |  |  |  |  |  |  |  |  |  |  |  |  |  |  |  |  |  |  |  |  |  |  |  |  |  |  |  |  |  |  |  |  |  |  |  |  |  |  |  |  |  |  |  |  |  |  |  |  |
|                                      |                                      |                                      |                                      | Lodewijk XIII van Frankrijk (1601-1643) | Lodewijk XIII van Frankrijk (1601-1643) | Lodewijk XIII van Frankrijk (1601-1643) | Lodewijk XIII van Frankrijk (1601-1643) | Lodewijk XIII van Frankrijk (1601-1643) | Lodewijk XIII van Frankrijk (1601-1643) |                                |                                |                                |                                |                                            |                                            | Anna van Oostenrijk (1601-1666)            | Anna van Oostenrijk (1601-1666)            | Anna van Oostenrijk (1601-1666)            | Anna van Oostenrijk (1601-1666)            | Anna van Oostenrijk (1601-1666)       | Anna van Oostenrijk (1601-1666)       |                                       |                                       |                                       |                                       |                                |                                |                                     |                                     |                                     |                                     | Karel I Lodewijk van de Palts (1617-1680) | Karel I Lodewijk van de Palts (1617-1680) | Karel I Lodewijk van de Palts (1617-1680)   | Karel I Lodewijk van de Palts (1617-1680)   | Karel I Lodewijk van de Palts (1617-1680)   | Karel I Lodewijk van de Palts (1617-1680)   |                                              |                                              |                                              |                                              |                                              |                                              | Charlotte van Hessen-Kassel (1627-1686) | Charlotte van Hessen-Kassel (1627-1686) | Charlotte van Hessen-Kassel (1627-1686) | Charlotte van Hessen-Kassel (1627-1686) | Charlotte van Hessen-Kassel (1627-1686)           | Charlotte van Hessen-Kassel (1627-1686)           |                                                   |                                                   |                                                   |                                                   |  |  |  |  |  |  |  |  |  |  |  |  |  |  |  |  |  |  |  |  |  |  |  |  |  |  |  |  |  |  |  |  |  |  |  |  |  |  |  |  |  |  |  |  |  |  |  |  |
|                                      |                                      |                                      |                                      |                                         |                                         |                                         |                                         |                                         |                                         | Filips van Orléans (1640-1701) | Filips van Orléans (1640-1701) | Filips van Orléans (1640-1701) | Filips van Orléans (1640-1701) | Filips van Orléans (1640-1701)             | Filips van Orléans (1640-1701)             |                                            |                                            |                                            |                                            |                                       |                                       |                                       |                                       |                                       |                                       |                                |                                |                                     |                                     |                                     |                                     |                                           |                                           |                                             |                                             |                                             |                                             | Elisabeth Charlotte van de Palts (1652-1722) | Elisabeth Charlotte van de Palts (1652-1722) | Elisabeth Charlotte van de Palts (1652-1722) | Elisabeth Charlotte van de Palts (1652-1722) | Elisabeth Charlotte van de Palts (1652-1722) | Elisabeth Charlotte van de Palts (1652-1722) |                                         |                                         |                                         |                                         |                                                   |                                                   |                                                   |                                                   |                                                   |                                                   |  |  |  |  |  |  |  |  |  |  |  |  |  |  |  |  |  |  |  |  |  |  |  |  |  |  |  |  |  |  |  |  |  |  |  |  |  |  |  |  |  |  |  |  |  |  |  |  |
|                                      |                                      |                                      |                                      |                                         |                                         |                                         |                                         |                                         |                                         | Filips van Orléans (1640-1701) | Filips van Orléans (1640-1701) | Filips van Orléans (1640-1701) | Filips van Orléans (1640-1701) | Filips van Orléans (1640-1701)             | Filips van Orléans (1640-1701)             |                                            |                                            |                                            |                                            |                                       |                                       |                                       |                                       |                                       |                                       |                                |                                |                                     |                                     |                                     |                                     |                                           |                                           |                                             |                                             |                                             |                                             | Elisabeth Charlotte van de Palts (1652-1722) | Elisabeth Charlotte van de Palts (1652-1722) | Elisabeth Charlotte van de Palts (1652-1722) | Elisabeth Charlotte van de Palts (1652-1722) | Elisabeth Charlotte van de Palts (1652-1722) | Elisabeth Charlotte van de Palts (1652-1722) |                                         |                                         |                                         |                                         |                                                   |                                                   |                                                   |                                                   |                                                   |                                                   |  |  |  |  |  |  |  |  |  |  |  |  |  |  |  |  |  |  |  |  |  |  |  |  |  |  |  |  |  |  |  |  |  |  |  |  |  |  |  |  |  |  |  |  |  |  |  |  |
|                                      |                                      |                                      |                                      |                                         |                                         |                                         |                                         |                                         |                                         |                                |                                |                                |                                |                                            |                                            |                                            |                                            |                                            |                                            |                                       |                                       |                                       |                                       |                                       |                                       |                                |                                |                                     |                                     |                                     |                                     |                                           |                                           |                                             |                                             |                                             |                                             |                                              |                                              |                                              |                                              |                                              |                                              |                                         |                                         |                                         |                                         |                                                   |                                                   |                                                   |                                                   |                                                   |                                                   |  |  |  |  |  |  |  |  |  |  |  |  |  |  |  |  |  |  |  |  |  |  |  |  |  |  |  |  |  |  |  |  |  |  |  |  |  |  |  |  |  |  |  |  |  |  |  |  |
|                                      |                                      |                                      |                                      |                                         |                                         |                                         |                                         |                                         |                                         |                                |                                |                                |                                |                                            |                                            |                                            |                                            |                                            |                                            |                                       |                                       |                                       |                                       |                                       |                                       |                                |                                |                                     |                                     |                                     |                                     |                                           |                                           |                                             |                                             |                                             |                                             |                                              |                                              |                                              |                                              |                                              |                                              |                                         |                                         |                                         |                                         |                                                   |                                                   |                                                   |                                                   |                                                   |                                                   |  |  |  |  |  |  |  |  |  |  |  |  |  |  |  |  |  |  |  |  |  |  |  |  |  |  |  |  |  |  |  |  |  |  |  |  |  |  |  |  |  |  |  |  |  |  |  |  |
|                                      |                                      |                                      |                                      |                                         |                                         |                                         |                                         |                                         |                                         |                                |                                |                                |                                | Alexander Lodewijk van Orléans (1673-1676) | Alexander Lodewijk van Orléans (1673-1676) | Alexander Lodewijk van Orléans (1673-1676) | Alexander Lodewijk van Orléans (1673-1676) | Alexander Lodewijk van Orléans (1673-1676) | Alexander Lodewijk van Orléans (1673-1676) |                                       |                                       |                                       |                                       | Filips van Orléans (1674-1723)        | Filips van Orléans (1674-1723)        | Filips van Orléans (1674-1723) | Filips van Orléans (1674-1723) | Filips van Orléans (1674-1723)      | Filips van Orléans (1674-1723)      |                                     |                                     |                                           |                                           | Elisabeth Charlotte van Orléans (1676-1744) | Elisabeth Charlotte van Orléans (1676-1744) | Elisabeth Charlotte van Orléans (1676-1744) | Elisabeth Charlotte van Orléans (1676-1744) | Elisabeth Charlotte van Orléans (1676-1744)  | Elisabeth Charlotte van Orléans (1676-1744)  |                                              |                                              |                                              |                                              |                                         |                                         |                                         |                                         |                                                   |                                                   |                                                   |                                                   |                                                   |                                                   |  |  |  |  |  |  |  |  |  |  |  |  |  |  |  |  |  |  |  |  |  |  |  |  |  |  |  |  |  |  |  |  |  |  |  |  |  |  |  |  |  |  |  |  |  |  |  |  |

### Kinderen
Philips had minstens elf kinderen. Acht hiervan waren:
1. een dochter,  Mademoiselle de Valois (1693-1694)
2. Marie Louise Élisabeth (1695-1719), in 1710 gehuwd met Karel van Frankrijk, hertog van Berry, zoon van Le Grand Dauphin
3. Louise Adélaïde (1698-1743), Mademoiselle d'Orléans
4. Charlotte Aglaë (1700-1761), Mademoiselle de Valois, in 1720 gehuwd met Francesco III d'Este, hertog van Modena en Reggio
5. Lodewijk, hertog van Chartres, hertog van Orléans (1723) (1703-1752)
6. Louise Élisabeth ( 1709-1742), Mademoiselle de Montpensier, in 1723 gehuwd met Lodewijk I van Spanje
7. Philippine Élisabeth (1714-1734), Mademoiselle de Beaujolais
8. Louise Diane (1716-1736), Mademoiselle de Chartres, in 1732 gehuwd met Lodewijk Frans van Bourbon, prins van Conti.

Bij enkele maîtresses verwekte hij de volgende kinderen:
1. Charles de Saint-Albin, (1698-1764), bij Florence Pellerin
2. Jean Philippe van Orléans (1702-1748), bij Marie Louise le Bel
3. Angélique de Froissy (1702-1785), bij Charlotte Desmares

## Varia
Zijn naam heeft een blijvende impact gehad op diverse culturele zaken:
- Tijdens zijn regentschap introduceerde Philips een nieuwe stijl in de binnenhuisarchitectuur, de Régence, te herkennen aan het diamant- en schubmotief.
- Voor de Franse kroonjuwelen kocht hij een uitzonderlijke diamant die naar hem de Regent werd genoemd.
- De stad New Orleans of "Nieuw-Orléans" (La Nouvelle Orléans), gesticht  door Franse kolonisten onder Filips regentschap, is naar hem genoemd.
- Aan het plein van Palais Royal, het paleis waar Filips van Orléans verbleef en welke dan ook wel het Palais de Régence genoemd werd, bevond zich sinds 1688 het Café de la Place du Palais-Royal. Dat werd in de periode van 1718-1729 uitgebaat door ene mevrouw Leclerc, een schone waar de regent bijzonder gecharmeerd van was. Hij bezocht dat café geregeld. Hoewel geen duidelijkheid is over wat er zich tussen de regent en Leclerc afgespeeld heeft, werd het café dientegevolge omgedoopt tot Café de la Régence.